# العلاقات الإيطالية الغواتيمالية
العلاقات الإيطالية الغواتيمالية هي العلاقات الثنائية التي تجمع بين إيطاليا وغواتيمالا.

## مقارنة بين البلدين
هذه مقارنة عامة ومرجعية للدولتين:
| وجه المقارنة                                              | إيطاليا                                                  | غواتيمالا       |
| --------------------------------------------------------- | -------------------------------------------------------- | --------------- |
| المساحة (كم2)                                             | 301.34 ألف                                               | 108.89 ألف      |
| عدد السكان (نسمة)                                         | 60.60 مليون                                              | 17.26 مليون     |
| الكثافة السكانية (ن./كم²)                                 | 201.1                                                    | 158.51          |
| العاصمة                                                   | روما، فلورنسا، تورينو                                    | غواتيمالا       |
| اللغة الرسمية                                             | اللغة الإيطالية                                          | اللغة الإسبانية |
| العملة                                                    | يورو، ليرة إيطالية                                       | كتزال غواتيمالي |
| الناتج المحلي الإجمالي (بليون دولار)                      | 1.93 تريليون                                             | 75.62 مليار     |
| الناتج المحلي الإجمالي (تعادل القوة الشرائية) بليون دولار | 2.26 تريليون                                             | 126.21 مليار    |
| الناتج المحلي الإجمالي الاسمي للفرد دولار أمريكي          | 29.96 ألف                                                | 3.90 ألف        |
| الناتج المحلي الإجمالي للفرد دولار أمريكي                 | 35.46 ألف                                                | 7.45 ألف        |
| مؤشر التنمية البشرية                                      | 0.873                                                    | 0.627           |
| رمز المكالمات الدولي                                      | +39                                                      | +502            |
| رمز الإنترنت                                              | .it                                                      | .gt             |
| المنطقة الزمنية                                           | توقيت وسط أوروبا، ت ع م+01:00، ت ع م+02:00، أوروبا/روما ‏ | 00              |

## مدن متوأمة
في ما يلي قائمة باتفاقيات التوأمة بين مدن إيطالية وغواتيمالية:
- ترتبط تورينو مع كويتزالتنانغو باتفاقية توأمة منذ 27 مايو 2005.[16][16][16]

## منظمات دولية مشتركة
يشترك البلدان في عضوية مجموعة من المنظمات الدولية، منها:
| علم المنظمة | اسم المنظمة                               | تاريخ انضمام إيطاليا | تاريخ انضمام غواتيمالا |
| ----------- | ----------------------------------------- | -------------------- | ---------------------- |
|             | يونسكو                                    | ?                    | 2 يناير 1950           |
|             | مؤسسة التمويل الدولية                     | 27 ديسمبر 1956       | 20 يوليو 1956          |
|             | المركز الدولي لتسوية المنازعات الاستشارية | 28 أبريل 1971        | 20 فبراير 2003         |
|             | منظمة حظر الأسلحة الكيميائية              | ?                    | ?                      |
|             | مؤسسة التنمية الدولية                     | 24 سبتمبر 1960       | 27 أبريل 1961          |
|             | منظمة التجارة العالمية                    | 1995                 | ?                      |
|             | وكالة ضمان الاستثمار متعدد الأطراف        | 29 أبريل 1988        | 11 يوليو 1996          |
|             | الاتحاد البريدي العالمي                   | ?                    | ?                      |
|             | الاتحاد الدولي للاتصالات                  | 1866                 | 10 يوليو 1914          |
|             | منظمة الشرطة الجنائية الدولية             | ?                    | ?                      |
|             | الأمم المتحدة                             | 14 ديسمبر 1955       | 21 نوفمبر 1945         |
|             | البنك الدولي للإنشاء والتعمير             | 27 مارس 1947         | 28 ديسمبر 1945         |
|             | المنظمة الهيدروغرافية الدولية             | ?                    | ?                      |

## أعلام
هذه قائمة لبعض الشخصيات التي تربطها علاقات بالبلدين:
- أليخاندرو مانويل سنيبالدي كاسترو (سياسي غواتيمالي، 1825 – 1896)
- دوايت بيزاروسي (لاعب كرة قدم غواتيمالي، 4 سبتمبر 1979 – )
- ستيفانو سينكوتا (لاعب كرة قدم ألماني، 28 فبراير 1991[23] – )
- ماركو بابا (لاعب كرة قدم غواتيمالي، 15 نوفمبر 1987[24] – )

## وصلات خارجية
- موقع وزارة الخارجية الإيطالية
- موقع وزارة الخارجية الغواتيمالية